# Port of Spain
De cima para baixo (da esquerda para a direita): Skyline of Port of Spain from Gulf of Paria; Academia Nacional de Artes Performáticas, Praça da Independência, Eric Williams Plaza; MovieTowne, Porto de Porto da Cidade da Espanha
Port of Spain (pronunciado em inglês: [poəɹt ɒv speɪn, pɔːɹt, pɔːt]), Porto da Espanha, ou Porto de Espanha, é a capital de Trindade e Tobago e a terceira maior cidade do país em população, após Chaguanas e San Fernando. A cidade tem uma população municipal de 37 074 (2011), uma população urbana de 81 142 e uma população diária transitória de 250 000 pessoas.
Fica localizado no golfo de Paria, na costa noroeste da ilha de Trindade. A cidade serve primariamente como um centro administrativo e de têxteis. Também serve como centro de serviços financeiros e é sede de dois dos maiores bancos do Caribe anglófono. É um dos maiores centros de exportação do mar do Caribe, com exportações de produtos agrícolas e asfalto. A Bauxita das Guianas e ferro da Venezuela são transportados através de Chaguaramas por conta de incentivos, por volta de seis quilômetros à oeste da cidade. O maior prédio em Porto da Espanha (e do país inteiro) é o Nicholas Tower.

## História
Porto da Espanha foi fundada perto de uma vila de pesca dos índios da tribo Cumucurapo, situada na área conhecida hoje como Mucurapo, a oeste do centro da cidade. O nome Conquerabia é também conhecido como um estabelecimento indígena na região. Este pode ter sido uma vila separada, outro nome para Cumucurapo, ou o resultado de uma miscigenação feita por espanhóis, que estabeleceram o "Puerto de los Hispanioles", mais tarde "Puerto de España". Em 1560 uma guarnição espanhola foi fixada perto do monte Laventille, onde hoje se localiza o limite oriental da cidade.
A parte baixa atual de Porto da Espanha mais próximo ao mar foi uma vez uma área de mangues de maré coberta por lama. Os primeiros edifícios espanhóis aqui, entre os séculos XVI e XVII, eram os ajoupas lama-emplastrados abertos, entre as árvores de algodão e outras árvores. O forte foi um recinto amuralhado de lama com uma cabana no interior, uma haste, dois ou três canhões  e alguns soldados espanhóis. Os caribes eram transitórios, que viajam para o continente (agora Venezuela) e até o rio Orinoco. O comandante naval francês Comte D'Estrées visitou em 1680, e relataram que não houve batalha em Porto da Espanha. Mas, em 1690, o governador espanhol Don Sebastien Roteta comunicou por escrito ao Rei de Espanha: Em 1699, o alcaide de Trindade relatou ao rei que os nativos "possuem o hábito de banho, desprezo e abuso mediante a Santa Fé e ridicularizada com gestos os esforços dos Santos Padres".
Em 1757, a antiga capital, San José de Oruña (moderno Saint Joseph), cerca de sete milhas (11 km) no interior, tinha caído em ruína, e o Governador Don Pedro de la Moneda transferiu a sua sede para Porto da Espanha, Trindade, que assim se tornou o de fato capital. O último governador espanhol da Trindade, Don José Maria Chacón, dedicou muito do  seu tempo para o desenvolvimento da nova capital. Ele obrigou a ilha do Cabildo para ir para Porto da Espanha, e limitou os seus poderes para o  município. A Cédula da População de 1783, que incentivou a resolução dos católicos  franceses na ilha, levou a um rápido aumento da população da vila e da sua  extensão geográfica.
A partir do pequeno aglomerado de edifícios no sopé da Laventille Hills, onze ruas foram  estabelecidas para oeste até à zona delimitada pela St. Ann's River, assim, que  estabelece a grelha padrão que tem sobrevivido no centro de Porto de Espanha até  à atualidade. Ao longo da costa do mar foi a Plaza del Marina (Praça da  Marinha), um desfile solo. Em 1786, a cidade tinha uma população de cerca de 3.000.

## Geografia
Porto da Espanha mede cerca de 10,4 quilômetros quadrados ou cerca de quatro quilómetros quadrados de área e  está situado no noroeste da ilha de Trindade, entre o golfo de Paria, no Norte e  da Faixa de Caroni Swamp.
O Norte da Gama é o intervalo de altas montanhas em toda a porção norte de Trindade e é considerada uma extensão da Cordilheira dos Andes da América do Sul. O Norte da Faixa de Chaguaramas é contado a partir da península, a oeste para Toco no leste e é constituído principalmente por rochas sedimentares. Porto da Espanha situa-se na extremidade ocidental e sobe para os  morros e vales, que são firmes e amplamente desmatado. Os dois picos mais altos são El Cerro del Aripo e El Tucuche que medem 900 m.

### Clima
Porto da Espanha tem um  clima tropical sazonal. A sua estação chuvosa dura de junho a dezembro e sua  estação seca dura de janeiro a maio. Condições climáticas e composição geográfica resultam em problemas graves de inundações na cidade na ocasião chuvosa. O bem protegido do Golfo de Paria normalmente é um oásis de calma, ainda incha durante o furacão. A temporada pode deixar "ilhas" "cidades" isoladas, fazendo com que a travessia entre estes pontos seja uma experiência áspera e mesmo causar cancelamentos.
| Dados climatológicos para Port of Spain                         | Dados climatológicos para Port of Spain | Dados climatológicos para Port of Spain | Dados climatológicos para Port of Spain | Dados climatológicos para Port of Spain | Dados climatológicos para Port of Spain | Dados climatológicos para Port of Spain | Dados climatológicos para Port of Spain | Dados climatológicos para Port of Spain | Dados climatológicos para Port of Spain | Dados climatológicos para Port of Spain | Dados climatológicos para Port of Spain | Dados climatológicos para Port of Spain | Dados climatológicos para Port of Spain |
| Mês                                                             | Jan                                     | Fev                                     | Mar                                     | Abr                                     | Mai                                     | Jun                                     | Jul                                     | Ago                                     | Set                                     | Out                                     | Nov                                     | Dez                                     | Ano                                     |
| --------------------------------------------------------------- | --------------------------------------- | --------------------------------------- | --------------------------------------- | --------------------------------------- | --------------------------------------- | --------------------------------------- | --------------------------------------- | --------------------------------------- | --------------------------------------- | --------------------------------------- | --------------------------------------- | --------------------------------------- | --------------------------------------- |
| Temperatura máxima média (°C)                                   | 31                                      | 31,5                                    | 32,3                                    | 33                                      | 33,1                                    | 31,5                                    | 31,3                                    | 31,7                                    | 32,2                                    | 32,2                                    | 31,5                                    | 31,1                                    | 31,86                                   |
| Temperatura mínima média (°C)                                   | 20                                      | 20,2                                    | 20,7                                    | 22                                      | 23                                      | 23,3                                    | 23                                      | 23                                      | 23,1                                    | 22,6                                    | 22,3                                    | 21                                      | 22                                      |
| Precipitação (mm)                                               | 42,9                                    | 39,8                                    | 16,9                                    | 27,7                                    | 67,5                                    | 155,6                                   | 193,6                                   | 244,0                                   | 190,5                                   | 143,3                                   | 210,5                                   | 75,7                                    | 1 408                                   |
| Dias com chuva                                                  | 11                                      | 10                                      | 6                                       | 6                                       | 11                                      | 20                                      | 21                                      | 19                                      | 16                                      | 15                                      | 18                                      | 13                                      | 166                                     |
| Fonte: World Weather Information Service 19 de novembro de 2010 |                                         |                                         |                                         |                                         |                                         |                                         |                                         |                                         |                                         |                                         |                                         |                                         |                                         |

## Cidades Irmãs
- Estados Unidos - Atlanta
- Estados Unidos - Richmond
- Guiana - Georgetown
- Canadá - St. Catharines
- República Dominicana - São Domingos
- Nigéria - Lagos
- França - Morne-à-l'Eau
- Venezuela - Cumaná